# Сагредо, Николо
Николо Сагредо (итал. Nicolò Sagredo; 8 декабря 1606 — 14 августа 1676) — дипломат и государственный деятель Венецианской республики, 105-й венецианский дож. Активный сторонник Критской войны против Османов.

## Биография

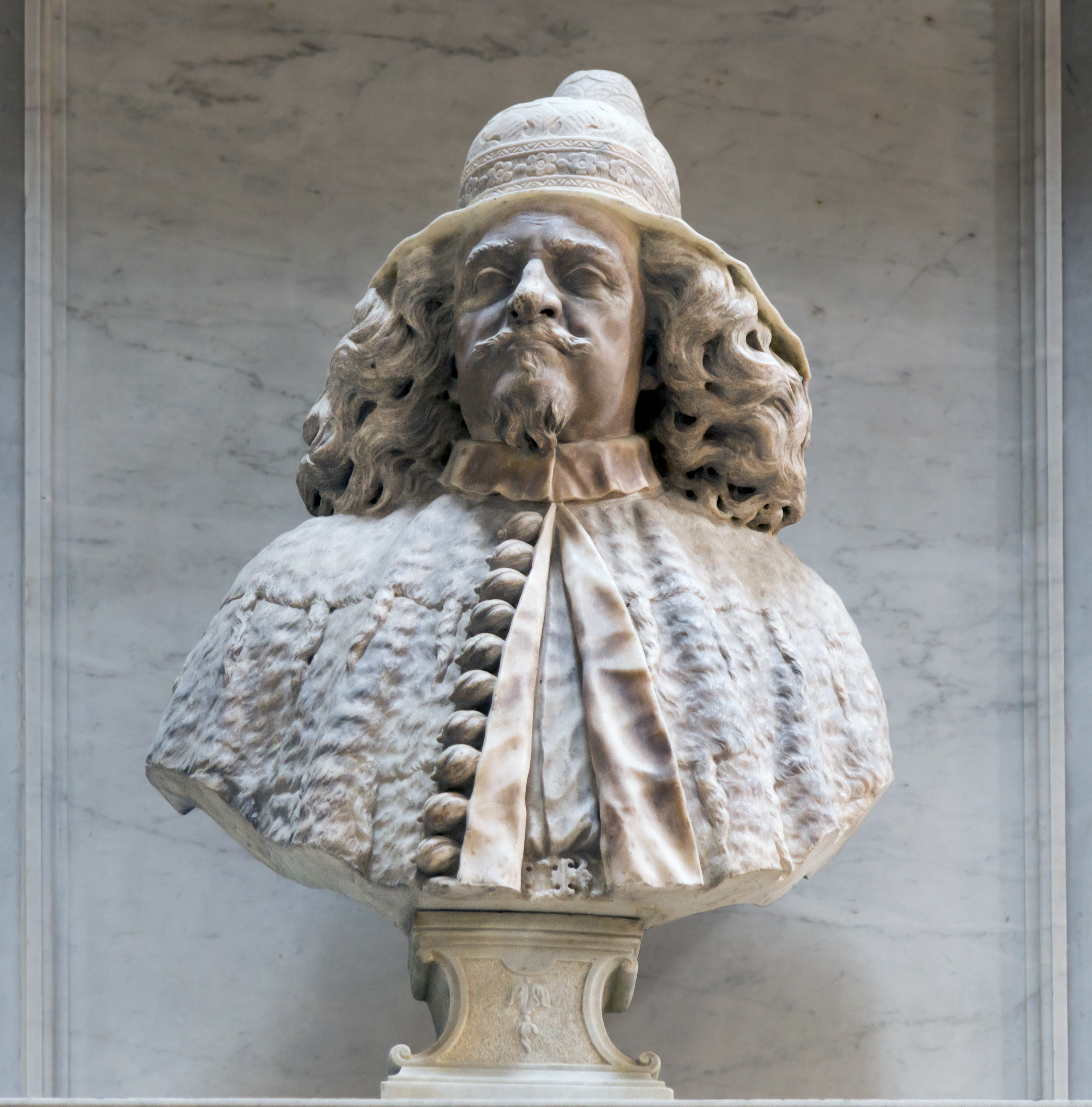
Бюст Николо Сагредо в церкви Сан-Франческо делла Винья

Сын Захария и Паолы Фоскари. Ранняя смерть отца затрудняла его карьеру. Его брат Джованни Сагредо был послом в Англии, Франции и Германии, затем прокуратором Сан-Марко.
Николо Сагредо являлся искусным дипломатом и талантливым, хоть и не прославившимся ничем особенным, оратором.
В 1650 году был организатором Венецианского посольства на Украину, к Богдану Хмельницкому.
Недолгое правление Сагредо характеризовалось политикой снижения издержек для выхода из сложной экономической ситуации, сложившейся после только что завершенной осады Кандии.
Скончался 14 августа 1676 года, похоронен в семейной часовне церкви Сан-Франческо делла Винья.